# 阿斯提阿格斯
阿斯提阿格斯（希羅多德把他的名字写为，波斯语写法为‎）是古代西亞米底王國的最後一任君主。他的在位年期為约前585年至前550年，共36年。他是基亞克薩雷斯的儿子。
他自己的外孫，一向臣服於米底王國的安善王居鲁士二世起兵反叛米底，在前550年征服米底王國，建立波斯王國。
他的名字来自于古波斯语，意为“舞标枪者”。

## 统治
吕底亚和米底王国为时五年的战争结束后阿斯提阿格斯继他父亲基亞克薩雷斯登上米底王座。他继承了一个巨大的王国，与他的两名姐夫吕底亚的克羅伊斯和巴比伦的尼布甲尼撒二世。传说尼布甲尼撒二世建造的空中花园就是造给他的姊姊、尼布甲尼撒二世的王后的。
他自己与克罗伊斯的妹妹阿里埃尼司结婚，来巩固两国之间的和约。
阿斯提阿格斯统治时期王国很稳定，同时从东方琐罗亚斯德教不断扩展，与此同时克罗伊斯在西方也促进哲学的发展。尼布甲尼撒二世则在巴比伦大兴土木。
但是后来在他与居鲁士二世的战争中他失去了国内贵族的支持，这个过程最后导致了阿契美尼德王朝的崛起。

## 希羅多德的描述
古希腊历史学家希羅多德描述说阿斯提阿格斯梦见自己的女儿会生一个儿子，而这个儿子则会摧毁他的王国。阿斯提阿格斯怕这个预言会实现，因此把他的女儿远嫁给安善的冈比西斯一世。冈比西斯一世有“安宁和稳重”的声誉，因此阿斯提阿格斯觉得他不会成为威胁。
阿斯提阿格斯第二次梦到他的女儿的孩子会造成威胁，因此他派将军哈爾帕格去杀居鲁士二世。但是哈爾帕格不愿残杀王家的人，因此把婴儿交给了一名牧羊人，当时这名牧羊人的妻子正好生了一个死胎。因此牧羊人把居鲁士当作自己的孩子抚养，而哈爾帕格则把牧羊人的死胎给阿斯提阿格斯看，当作是他的外孙子。
居鲁士十岁的时候被找回宫廷。他的祭司劝他不要杀这个孩子，而是把他还给他的父母。哈爾帕格却受到了惩罚，据说他必须在一次宴会上吃自己的儿子。
前559年居鲁士继承他父亲的王位，553年在一心要复仇的哈爾帕格的鼓舞下居鲁士造反。三年战争后在帕薩爾加德战役中阿斯提阿格斯的军队反叛，居鲁士征服米底王国。虽然哈爾帕格让居鲁士杀阿斯提阿格斯，但是按照希羅多德的描述阿斯提阿格斯的待遇不错，而且一直到他死始终留在居鲁士的宫廷里。
希羅多德否认了居鲁士是在一名妓女的孵育下长大的说法，他解释说这个说法来自于那个牧羊人的妻子的名字在米底语中和妓女同音而导致的误解。

## 战败
当时写成的《拿波尼都斯年代志》称战场上的叛变是阿斯提阿格斯被推翻的原因，但是没有提到哈爾帕格的名字。但是哈爾帕格是阿斯提阿格斯在帕薩爾加德战役中的将军，而且在战后在居鲁士的王国里地势显赫，而且成为居鲁士最重要的将军，因此他可能和对阿斯提阿格斯的叛变有关。帕萨尔加德战役后居鲁士洗劫了阿斯提阿格斯的首都埃克巴坦那。
古代文献同意阿斯提阿格斯战败后的待遇不坏，但是细节上有所差异。比如希羅多德说阿斯提阿格斯此后留在居鲁士的宫廷中，而克特西亚斯则说他被派驻为安息的总督，后来被一名政敌谋杀。关于阿斯提阿格斯到底是怎么死的不明。
阿斯提阿格斯战败后克羅伊斯率兵来为他复仇，但是居鲁士在哈尔帕格的帮助下击败了克罗伊斯。前547年居鲁士占领吕底亚。